# Thespesia acutiloba
Thespesia acutiloba là một loài thực vật có hoa trong họ Cẩm quỳ. Loài này được (Baker f.) Exell & Mendonca miêu tả khoa học đầu tiên năm 1954.